# Mika Kobayashi
Mika Kobayashi (小林未郁, Kobayashi Mika) és una cantant i compositora japonesa nascuda el 1978 a Hiroshima: a més d'intèrpret de les seues cançons, amb les emocions de la dona com a tema central, Kobayashi és coneguda com a cantant d'anime en les sèries Shingeki no Kyojin, Ao no Exorcist, Guilty Crown o Mobile Suit Gundam Unicorn, les telesèries Iryu 3, Mare i la pel·lícula Platinum Data.

## Biografia
Kobayashi cantava de ben menuda i començà a tocar el piano als cinc anys; als díhuit es mudà a Tòquio per a professionalitzar-se com a cantant i als vint-i-dos guanyà un premi de composició de cançons; als vint-i-cinc anys publicà el primer disc. Durant un concert seu, Kobayashi rebé l'oferiment de cantar cançons d'anime: en l'enregistrament de la cançó d'Attack on Titan, una de les seues preferides, li digueren que imitara la veu d'un gegant; la seua cançó pròpia favorita és Doku.
El 2016 creà el seu propi segell discogràfic, miccabose, per a no dependre de les grans companyies disqueres; del seu disc Mika Type Ro, la seua cançó preferida és Jorogumo («aranya»), perquè en la il·lustració de la frontera pareix el seu retrat se sembla a una aranya.
El 2018 presentà l'espectacle Utakatana Sekai junt al mestre de kengido Tetsuro Shimaguchi i el grup Kamui, una demostració de l'art de l'espasa amb música en directe inspirada en la vida del samurai Mushashi Miyamoto: una de les primeres peces que compongué per a l'obra és "Sakura no Sono" («el jardí dels cirerers»); en una altra, "Musashi", que representa l'última batalla, Kobayashi espera en silenci durant tota l'escena, i no comença a cantar fins que Miyamoto acaba.
El 2019 actuà en l'Anime Friends de São Paulo i també oferí dos concerts, dissabte i diumenge 23 i 24 de novembre, al Saló del Manga de València: entre el seu repertori habitual destacà el tema "Your Voice" del videojoc Xenoblade Chronicles X.

## Vida personal
Com a vocalista professional, Mika Kobayashi procura mantindre les cordes vocals humides i no prendre amb begudes gelades —llevat de les alchòliques—; també du sempre caramels per a la gola i dorm amb mascareta.
Kobayashi s'inspira en la literatura, sobretot en l'obra del novel·liste nipó Edogawa Rampo.